# Bettongia anhydra
El bettong del desierto (Bettongia anhydra) es una especie de mamífero marsupial potoroido nativo de Australia, extinto en tiempos recientes.

## Taxonomía
En 1933, el geólogo y explorador Michael Terry recolectaría un cráneo casi completo de restos recentales hallados cerca de las colinas McEwin, al este del lago Mackay, Territorio del Norte. Dicho cráneo sería base para la descripción por Hedley Herbert Finlayson en 1957 de una nueva subespecie de woylie, Bettongia penicillata anhydra, si bien Norman Arthur Wakefield en 1967 consideraría el holotipo perteneciente a un espécimen de betong de Lesueur (Bettongia lesueur). Un examen morfológico y molecular efectuado sobre los restos del lago Mackay respaldó el reconocimiento de una nueva especie, Bettongia anhydra.
El análisis filogenético apunta a la separación del bettong del desierto y de Bettongia lesueur (su partiente más cercano) de linajes que surgieron en un periodo posterior.

## Descripción
Especie del género Bettongia, siendo estos mamíferos de tamaño pequeño a mediano, por lo general nocturnos y fungívoros. El dentario de Bettongia anhydra se asemeja tanto al de sus congéneres como al de las especies del género Potorous.

## Extinción
No se han tenido registros del animal en vida desde la colecta del tipo en 1933. Se ignora la fecha de su extinción (posiblemente ocasionada por la depredación de los zorros rojos y gatos ferales introducidos y los cambios en el régimen de quemas), pero es probable que esta ocurriera entre las décadas de 1950 y 1960, considerando que Bettongia penicillata y Bettongia lesueur sobrevivieron en el desierto de Tanami (donde se encuentra la parte oriental del lago Mackay) hasta aproximadamente esa época.